# موغنس بيدرسن
موغنس بيدرسن (بالدنماركية: Mogens Pedersen)‏ هو مجدف دنماركي، ولد في 15 ديسمبر 1937 في Avnede Parish ‏ في الدنمارك.

## وصلات خارجية
- موغنس بيدرسن على موقع الاتحاد الدولي للتجديف (الإنجليزية)
- موغنس بيدرسن على موقع اللجنة الأولمبية الدولية (الإنجليزية)
- موغنس بيدرسن على موقع أوليمبيديا (الإنجليزية)